# Shinnecock
Los shinnecock o montauk eran una confederación de tribus de habla algonquina que comprendía 12 tribus: Corchaug, Manhasset, Nesaquake, Secatogue, Merric, Rockaway, Massapegua, Matinecock, Patchoque o Unquachog, Setauket, Montauk y Shinnecock. El nombre proviene de shinni-auk-it, que significa "en tierra elevada".

## Localización
Ocupaban el territorio entre Long Island y Connecticut. Actualmente, viven en una reserva de 400 acres en Southampton (Long Island o Seawanhacky), donde son llamados oficialmente shinnecock. 

## Demografía
En 1659 se redujeron a 500 individuos, de los cuales, en 1788, sólo quedaban 162, y únicamente seis hablantes de su lengua en 1869. Actualmente, sólo hay unos centenares, ya que eran 150 oficialmente en 1960. 
Asimismo, según datos del censo de 2000, los shinnecock sumaban 1.239 indios puros, 87 mezclados con otras tribus, 1.299 mezclados con otras razas y 133 con otras razas y otras tribus. En total, 2.758 individuos. Por otra parte, están los indios de Long Island, que incluyen a los montauk, que suman 1.211 individuos.

## Costumbres
Dependían para su supervivencia del cultivo del maíz, realizado por las mujeres, que se complementaba con la caza y la pesca. Eran semisedentarios y se movían estacionalmente entre lugares fijos donde podían disponer de reservas alimenticias.
Vivían en cabañas en forma de cúpula cubiertas de hojas de bálago, y su forma de vida era similar a la de los nipmuc, wappinger o pequot. Pero actualmente han perdido la lengua y buena parte de sus costumbres.

## Historia
Posiblemente fueron los que vendieron la isla de Manhattan al holandés Peter Minuit, del cual también recibieron varios ataques. También estuvieron subordinados a los pequot hasta 1637, cuando casi fueron exterminados en Fort Mystic.
Los montauk vivían en Suffolk, y su jefe principal fue Wyandance, y sus hermanos Nowedonah y Poygratasuck eran jefes de los shinnecock y manhasset.
Más tarde fueron atacados por los narragansett y sufrieron algunas epidemias. En 1659 se refugiaron con los blancos en Easthampton, donde eran unos 500. Desde 1788 muchos de los 162 que quedaban se unieron a los restos de bandas algonquinas cerca del Marshall (Nueva York). Conservaron la organización tribal hasta la muerte de su jefe David Pharaoh en 1875.
Les reconocieron una reserva en Southampton (Long Island), bajo la dirección de Wyandanch Pharaoh, hijo de David, y su hijo Nowedonah como jefe de lo shinnecock, sucedido por su esposa Cockenoe, donde celebran un Powwow, y en 1984 fundaron la Oyster project, un vivero de ostras que funciona por energía solar.
Son presbiterianos, y Harriet Gumb uno de los líderes representativos en 1992 .

## Enlace
- Página oficial de la Nación Shinnecock
- Los Shinnecock

- Datos: Q241285
- Multimedia: Shinnecock Indian Nation / Q241285